# آلوکازیا
آلوکازیا (نام علمی: Alocasia) نام یک سرده از گیاهان پایا از تیره گل‌شیپوریان است. ۷۹ گونه آن بومی آسیای گرمسیری و نیمه‌گرمسیری تا شرق استرالیاست و به طور گسترده‌ای در سایر نقاط کشت داده شده است.
یکی از رایج ترین انواع آلوکازیا در ایران، متعلق به زیرگونه colicasia(کالیکازیا) است که در کشورمان به اشتباه با نام کلی بابا آدم شناخته میشود(بابا آدم نام یک سرده بومی ایران با نام علمی Arctium است که شباهت اندکی به این گونه دارد). اخیرا انواع دیگری از آلوکازیا نیز بعنوان گیاهان زینتی رواج یافته اند همانند آلوکازیا رد سکرت، آلوکازیا زبرینا، آلوکازیا بامبینو، آلوکازیا دراگون اسکیل و...
گیاهان این خانواده به سبب داشتن برگهایی پیکان شکل با بافت و رنگ متنوع محبوب هستند و برای رشد هرچه بهتر نیازمند آب و هوای گرم و مرطوب، نور غیرمستقیم، خاک متخلخل و همیشه مرطوب و کوددهی منظم هستند. آلوکازیاها با نامتعادل شدن شرایط به ویژه سردتر شدن هوا به خواب زمستانی فرو رفته و تمام برگهای خود را از دست میدهند. در این برهه خواب زمستانی، باید کوددهی قطع و آبیاری گیاه مختصر شود تا از پوسیدگی غده گیاه جلوگیری به عمل آید. با گرمتر شدن هوا و مشاهده رویش برگ جدید، میتوان آبیاری منظم را از سرگرفت تا گیاه آماده یک فصل رویشی جدید شود.